# Барра-Бонита (Санта-Катарина)
Барра-Бонита (порт. Barra Bonita)  —  муниципалитет в Бразилии, входит в штат Санта-Катарина. Составная часть мезорегиона Запад штата Санта-Катарина. Входит в экономико-статистический  микрорегион Сан-Мигел-ду-Уэсти. Население составляет 1952 человека на 2006 год. Занимает площадь 93,469 км². Плотность населения — 20,9 чел./км².

## История
Город основан 29 декабря 1995 года.

## Статистика
- Валовой внутренний продукт на 2003 составляет 15.610.951,00 реалов (данные: Бразильский институт географии и статистики).
- Валовой внутренний продукт на душу населения на 2003 составляет 7.697,71 реалов (данные: Бразильский институт географии и статистики).
- Индекс развития человеческого потенциала на 2000 составляет 0,743 (данные: Программа развития ООН).